# Bodo Kolbe
Bodo Kolbe (* 24. Dezember 1949) ist ein deutscher Blues-Musiker aus Mörfelden-Walldorf. Er spielt unter anderem Slide-Gitarre, Banjo, Mundharmonika und Ukulele. Kolbe gehörte in den 1970er Jahren mit dem Album Mer speele de Bluus zu den Begründern des deutsch gesungenen Blues. 1979 gründete Kolbe die Band Dood un Deiwel, 1984 die Band Saure Gummern. Kolbes auf Hessisch gesungene Texte handeln vom Alltagsleben im Hessischen Ried. Auch in politischen Konflikten der Gegend, wie beim Widerstand gegen die Erweiterung des Rhein-Main-Flughafens, engagiert(e) sich Bodo Kolbe.

## Leben
Kolbe war von Anfang an (also seit den frühen siebziger Jahren) auch solo unterwegs, meist mit seinen eigenen Songs.
1985/86 arbeitete er für das dritte Fernsehprogramm des Südwestfunks Baden-Baden als Liedermacher und trat sechsmal in den Wirtschaftstalkshows Markt und Nach Ladenschluss auf.
Parallel zu seinen eigenen Liedern beschäftigte er sich immer wieder mit Volksliedern und historischen Liedern aus dem südhessischen und rheinhessischen Raum. Mit etlichen Musikerkollegen spielte er über die Jahre drei LPs/CDs zu folgenden Themen ein: Südhessische Volkslieder (Die Sens uffm Buckel), Jakobinerlieder aus der Mainzer Republik von 1792/93 (Auf Brüder, auf! Die Freiheit lacht!) und Räuberlieder von 1802 – 1824 (Armut war schuld daran).
1986 schrieb er als Autor und Musiker zwei Sendungen über die hessische Amerikaauswanderung für den Saarländischen Rundfunk. Zu einigen Gelegenheiten wurden Lieder zu diesen Themenkomplexen live aufgeführt, in der Regel im Zusammenhang mit wissenschaftlichen Vorträgen oder Theaterprojekten: 1984 spielten Bodo Kolbe und Klaus Forster Mainzer Jakobinerlieder für das Theater hinner de Kersch bei der Aufführung des Stücks Die Gruschel von Mainz. 2018 spielte Kolbe Lieder des Mainzer Jakobiners Friedrich Lehne bei der Vorstellung einer Biographie über Lehne in dessen Geburtsort Gernsheim. Bei einem Vortrags des Autors Mark Scheibe über Schinderhannes im Jahr 2009 bildeten Bodo Kolbe, Lothar Häger und Thorsten Senger mit Räuberliedern den musikalischen Rahmen. 2012 und 2014 führte Kolbe zusammen mit dem Lehrer und Historiker Herbert Debus zwei Programme auf zu Amerikaauswanderung und Bauernkrieg, Was nehmen wir mit ins neue Vaterland und Der deutsche Bauernkrieg – eine vergessene Revolution.
Seit 2014 tritt er zusammen mit dem Frankfurter Dialektblueser Rainer Weisbecker im Duo auf mit dem Programm Zwische Latwersch und Latweje, in dem sie die feinen Unterschiede im südhessischen Dialekt bluesbetont ausloten.
Mit dem Bürstädter Krimischreiber Roland Kirsch tritt er seit 2015 als musikalischer Partner bei Lesungen von Kirschs Krimi Kartoffel Blues auf.
Mit Ralf Baitinger (Akkordeon, Melodica, Gitarre und Gesang) und Bernd Pirner (Cajon und Percussion) kam 2016 die Politrevue Von Bergarbeitern und Wellenreitern – Amerika diesseits und jenseits von Donald Trump zur Aufführung und 2017 mit Thorsten Senger (Gitarre und Gesang) 3 Corridos über Emiliano Zapata aus der mexikanischen Revolution zu einem Vortrag über Cafe Zapatista und der Aufstand in Chiapas.
Lesungen mit eigenen Werken (Postkartengedichte, Geburtstagsgrüße, Nachrufe und skurrile Briefwechsel) macht Kolbe äußerst sporadisch seit 2013 unter dem Titel Sterbend grüßt – Bodo Kolbe liest aus kaum veröffentlichten Werken.

## Bands, Coverbands, Theaterprogramme

### Die Kränk – 1973 bis 1976
Mythische Riedbluesband. Häufig wechselnde Besetzungen, u. a. mit Hajo Zitzkowski (Bass), Werner Panknien (Mundharmonika), Alfred Heupt (Klavier), Christoph Oeser (Klavier), Armand Marechal (Bass), Norbert Schamber (Mundharmonika, Waschbrett) und Bodo Kolbe (Gitarre, Banjo & Gesang). Die LP Mer speele de Blues wurde 1977 mit Mitgliedern der Kränk (Kolbe, Schamber, Panknien, Heupt) sowie Alex Maillis von Kurt Eggmann im Tonstudio Bieber aufgenommen. Plattenveröffentlichungen: Es erschienen nur drei Aufnahmen aus den Jahren 1973 (live) und 1975 (Demo) auf der Jubiläumsausgabe der Doppel-CD Mer speele de Bluus (1997).

### Klappmaul Theater – 1976 bis 1980 und 1991 bis 2005
20 Jahre lang arbeitete Kolbe für das Klappmaul als Musiker, Songschreiber, Arrangeur, Musikproduzent, Geräuschemacher und manchmal auch als Kleindarsteller aus der Konserve (in Spätlese als nerviger Anrufer, auf der CD Der kleine Waschlappen als ängstlicher Elefant). An insgesamt 13 Theaterproduktionen war Kolbe beteiligt, alle Klappmaul-Schallplatten und -CDs wurden in seinem privaten Tonstudio aufgenommen. Als Musiker arbeiteten bei den Klappmaulproduktionen mit ihm seine Kollegen von Dood un Deiwel und den Saure Gummern sowie Martin Lauer-Schmaltz, Kurt Eggmann, Alex Maillis, Chris Mani, Milos Novy, Thorsten Senger und ab 1994 die Komponistin, Geigerin und Posaunistin Annemarie Roelofs.

### Dood un Deiwel – 1979 bis 1982
Legendäre Riedbluesband, die etliche Auftritte in Rundfunk und Fernsehen und bei großen Festivals (Open Ohr (Mainz), Festival im Garten (Wiesbaden), Hambacher-Fest-Jubiläum (Neustadt), diverse Hessentage) hatte. Wegen ihres Engagements im Kampf gegen den Bau der Startbahn West und ihrer politischen Äußerungen dazu lief das nicht immer ohne Skandale ab, die Spielzeiten im Rundfunk gingen drastisch zurück. Als Politrockband abgestempelt waren sie als Riedbluesband nicht mehr gefragt und lösten sich 1982 auf. Plattenveröffentlichungen: Uff Deiwel kumm raus (LP 1980, Vierteljahrespreis der deutschen Schallplattenkritik 1981), King Kong und der Präsident (LP 1982, ein Anti-Startbahn-West-Grusical), Hart Backboard/Mitläufermarsch (Single 1982), Beiträge zu den Samplern Ried (LP 1979) und Keine Startbahn West (LP 1981), sowie die Wiederveröffentlichung von Uff Deiwel kumm raus mit zusätzlichen Live-Aufnahmen als Bonustracks (CD 2012).

### Saure Gummern – 1984 bis 2007
Langlebigste Riedbluesband, ursprünglich gegründet von den drei ehemaligen Dood un Deiwel Mitgliedern Kolbe, Oeser, Forster und ihrem Technik-Roadie Siggi Heidecke, erweiterte sich die Band nach dem Ausstieg von Christoph Oeser im Jahr 1985 zum Quartet mit Bernd Schaffner (Gitarre) und Volker Cezanne (Mundharmonika & Gesang). Im Jahr 1986 kam der damals erst siebzehnjährige Wolfgang Kallmayer als Schlagzeuger dazu. Nach dem Ausstieg von Schaffner und Forster Anfang der neunziger Jahre arbeiteten Bodo Kolbe (Gitarre, Slidegitarre, 5-string Banjo, Mandoline & Gesang), Volker Cezanne (Mundharmonika, Gitarre & Gesang) und Wolfgang Kallmayer (Kontrabass & Schlagzeug) als Akustik-Trio weiter. Neben den zahlreichen Clubgigs gab es die Mitwirkung bei etlichen Fernseh- und Rundfunksendungen sowie einen Auftritt bei der Funkausstellung in Berlin. 1994 spielten Kolbe und Cezanne drei Konzerte für das Goethe-Institut in Georgia/USA. Die Gummern wirkten außerdem an drei Theaterproduktionen des Klappmaul Theaters mit: Keiner hat mich lieb (1994), Ein Frosch lernt fressen (Neufassung 1996) und Der kleine Waschlappen (1998).
Plattenveröffentlichungen: Alles odder nix (LP 1986), Saure Gummern Zeit (CD 1992), Nei Poor Schuh (CD 1996), Geerer Schrittsche (CD 1998), Was Bessers wie de Dood (DVD 2005), Beiträge zu den Samplern It´s only Kraut – but I like it (CD 1997), The Blues News Collection Vol. 1 (CD 1997), Jubiläumsausgabe von Mer speele de Blues u. a. mit einem Live-Titel aus dem Jahr 1985 mit der ursprünglichen Besetzung (CD 1997) und United Folks (CD 1998).

### Dr. Kolbe & Frl. Schmitz – 2005 bis 2007
Drei Jahre lang, von ihrem elften bis zu ihrem vierzehnten Lebensjahr, war die Bassistin und Multiinstrumentalistin Regina Schmitz mit Bodo Kolbe als Riedblues-Duo unterwegs. Kolbe sang, spielte Gitarre und Slidegitarre, Schmitz spielte hauptsächlich E-Bass, aber auch Tinwhistle und Schlagzeug. Plattenveröffentlichungen: Premiere – live im KuBa Mörfelden (CD 2005) ein Song auf dem Sampler Balladen, Bänkellieder und Gebabbel aus Südhessen (CD 2008).

### Das endgültige südhessische Ukulelenorchester – seit 2003
Es begann als musikalischer Jux auf einer Hochzeitsfeier. Dann fanden Bernd Schaffner (Tenorukulele & Gesang), Olli Hechler (Sopranukulele), Thorsten Senger und Bodo Kolbe (Baritonukulelen & Gesang), Armin Schöneberger (Bass) und Thomas Bablitschky (Schlagzeug) Gefallen an dem "Spaß" und entwickelten ein gut zweistündiges Abendprogramm, das sie, da der erste Auftritt in einem Bahnhof war, Bis zum letzten Zug nannten. Zwei Jahre später hatte das Programm Ein Abend in der Tiki Bar Premiere, u. a. mit hawaiianischen Songs, bis heute eines der Markenzeichen des Ukulelenorchesters. Die erste CD entstand 2009 mit Michael Ernst (Percussion) anstelle von Thomas Bablitschky. 2010 stießen Lothar Häger (Tenorukulele & Gesang) und Thomas Damm (Sopranukulele, Lapsteel & Gesang) zum Orchester, die zweite CD erschien 2015. Ebenfalls 2015 hatte das Ukulelenorchester einen Kurzauftritt in der Vox-Fernseh-Kochshow Das perfekte Promi Dinner. Festivalauftritte in Hessen u. a. Ukulelenfestival (Groß-Umstadt), Folkfestival (Grünberg), Bluesfestival (Laubach), Kultursommer (Schlüchtern). Plattenveröffentlichungen: Ihre größten Erfolge Vol. 2 (CD 2009), Live at the freaker´s ball (CD 2015).

### The Houseband & The Fabulous Flying Kerschgass Brothers – 1990 bis 1992 und 2007 bis 2017
In diesen Coverbands spielte Bodo Kolbe  1990 und 1992 E-Bass und von 2007 bis 2017 Instrumente, die in einer Rockband eher selten vorkommen: Baritongitarre, E-Bouzouki, Mandoline, Lapsteel und diatonische Knopfharmonika.

### Handkäs mit Orange – seit 2009
Seit 2009 bildet Kolbe gemeinsam mit Ralf Baitinger (Frontmann der The Houseband und Orange Box, Pianist und Leiter des Chors XANG!) und Fred Kraus das Trio Handkäs mit Orange, das Blues in hessischer Mundart spielt. Plattenveröffentlichungen: Live in de Tornhall (CD 2011), En Sieße, en Saure, aan pur (CD 2017).

## Diskographie
- 1977: Mer speele de Bluus (Bodo Kolbe, Norbert Schamber), LP, Dickworz Bladde Verlag
- 1978: Die Sens uffm Buckel (Bodo Kolbe u. a.), LP, Dickworz Bladde Verlag
- 1979: Ein Frosch lernt fressen (Klappmaul Theater), Single, Dickworz Bladde Verlag
- 1980: Uff Deiwel kumm raus (Dood un Deiwel), LP, Dickworz Bladde Verlag
- 1980: Hau ab, du Zwerg (Klappmaul Theater), LP, Dickworz Bladde Verlag
- 1981: Auf Brüder, auf! Die Freiheit lacht! (Bodo Kolbe u. a.), LP, Dickworz Bladde Verlag
- 1982: King Kong und der Präsident (Dood un Deiwel), LP, Dickworz Bladde Verlag
- 1982: Emmchen und Üpsilon (Klappmaul Theater), Single, Dickworz Bladde Verlag
- 1982: Hart Backbord/Mitläufermarsch (Dood un Deiwel), Single, Dickworz Bladde Verlag
- 1983: Bulldog Blues (Bodo Kolbe), LP, Dickworz Bladde Verlag
- 1986: Alles odder nix (Saure Gummern), LP, Saure Gummern Records
- 1992: Saure Gummern Zeit (Saure Gummern), CD, Dickworz Bladde Verlag
- 1996: Nei Poor Schuh (Saure Gummern), CD, Dickworz Bladde Verlag
- 1997: Mer speele de Blues (Bodo Kolbe, Norbert Schamber), Doppel-CD zum 20-jährigen Jubiläum, Dickworz Bladde Verlag
- 1998: Geerer Schrittsche (Saure Gummern), CD, Dickworz Bladde Verlag
- 1999: Ganz allaans un gor net debei (Bodo Kolbe), Doppel-CD, Dickworz Bladde Verlag
- 2003: Armut war schuld daran (Bodo Kolbe u. a.), CD, Dickworz Bladde Verlag
- 2003: Der kleine Waschlappen (Klappmaul Theater), CD, Dickworz Bladde Verlag
- 2005: Was Bessers wie de Dood (Saure Gummern), DVD, Dickworz Bladde Verlag
- 2005: Premiere (Dr. Kolbe & Frl. Schmitz), CD, Dickworz Bladde Verlag
- 2006: Platten Trilogie (Klappmaul Theater), CD, Dickworz Bladde Verlag
- 2007: Sofa Trilogie (Klappmaul Theater), 3 DVDs, Sofa-Film GbR
- 2009: Ihre größten Erfolge Vol. 2 (Das endgültige südhessische Ukulelenorchester), CD, Dickworz Bladde Verlag
- 2011: Live in de Tornhall (Handkäs mit Orange), CD, Taunus Records
- 2012: Uff Deiwel kumm raus (Dood un Deiwel), CD (Wiederveröffentlichung der LP von 1980), Dickworz Bladde Verlag
- 2015: Live at the freaker´s ball (Das endgültige südhessische Ukulelenorchester), CD, Dickworz Bladde Verlag
- 2017: En Sieße, en Saure, aan pur (Handkäs mit Orange), CD, Taunus Records

## Bands, Coverbands, Theaterprogramme
- Die Kränk – 1973 bis 1976
- Klappmaul Theater – 1976 bis 1980 und 1991 bis 2005
- Dood un Deiwel – 1979 bis 1982
- Saure Gummern – 1984 bis 2007
- Dr. Kolbe & Frl. Schmitz – 2005 bis 2007
- Das endgültige südhessische Ukulelenorchester – seit 2003
- The Houseband & The Fabulous Flaying Kerschgass Brothers – 1990 bis 1992 und 2007 bis 2017
- Handkäs mit Orange – seit 2009